# Natalija Wassiljewna Bogunowa
Natalija Wassiljewna Bogunowa (russisch Наталия Васильевна Богунова; * 8. April 1948 in Leningrad; † 9. August 2013 auf Kreta) war eine sowjetische bzw. russische Theater- und Film-Schauspielerin.

## Herkunft und Laufbahn
Natalija Bogunowa wuchs in einer Arbeiterfamilie auf. Sie besuchte ab dem Alter von 10 Jahren die Waganow-Ballettschule und wurde aufgrund ihres Auftretens oftmals ausgewählt, bei offiziellen Feierlichkeiten Blumen an hochrangige Gäste zu überreichen. Der Regisseur Igor Talankin wurde auf die Jugendliche aufmerksam und verpflichtete sie für sein Entwicklungsdrama Вступление (Wstuplenije, 1963), das auf zwei Geschichten Wera Panowas basiert. Bogunowa entschied sich daraufhin für eine Schauspiellaufbahn und gab den Tanz auf, auch weil sie aufgrund der Pubertät nicht mehr die körperlichen Anforderungen erfüllte. Es folgten Auf Wiedersehen, Jungs und die erste Hauptrolle in Мальчик и девочка (Maltschik i dewotschka, beide 1966). Nach der Schule absolvierte Bogunowa unter der Leitung Boris Babotschkins eine Ausbildung beim Staatlichen All-Unions-Institut für Kinematographie. Zu ihren Kommilitonen gehörten Natalja Fjodorowna Gwosdikowa und Galina Loginova Jovović, die Mutter von Milla Jovovich.
Ab 1970 stand die blonde Mimin für 17 Jahre beim Mossowjet-Theater auf der Bühne. Einige Inszenierungen wurden auch fürs Fernsehen aufgezeichnet. Parallel dazu spielte sie weiter in Filmen und war als Hauptdarstellerin in den TV-Produktionen Весенняя сказка (Wesennjaja skaska, 1971), Умные вещи (Umnyje weschtschi, 1973) und Дорога (Doroga, 1975) zu sehen. Als ihr größter Erfolg gilt jedoch die Rolle der Lehrerin Swetlana Afanassjewna in dem Fernsehvierteiler Большая перемена (Bolschaja peremena, 1973). Während sich die meisten ihrer früheren Projekte an ein jüngeres Publikum richteten, waren die Spätwerke ernsthafter Natur. Ab den 1980er Jahren nahm das Interesse an ihr aber rapide ab und sie war lediglich noch in drei Werken zu sehen. Die einzige Filmrolle nach dem Ende der Sowjetunion gab sie als Postbeamtin in Бег по солнечной стороне (Beg po solnetschnoi storone, 1992). In den Folgejahren absolvierte sie nur noch vereinzelte Auftritte in Talkshows, bei Festivals und Bühnenveranstaltungen.
In der zweiten Hälfte der 1980er Jahre war Bogunowa auch als Leiterin der Moskauer Sektion der Schauspielergewerkschaft aktiv.

## Privatleben
Im Alter von 20 Jahren ehelichte sie den angehenden Regisseur Alexander Borissowitsch Stefanowitsch (1944–2021). Aufgrund beruflicher Verpflichtungen sahen sie sich jedoch nur selten und reichten nach zwei Jahren die Scheidung ein. Bogunowa heiratete nie wieder und blieb zeitlebens kinderlos, was sie später bereute.
In den 1970er Jahren zeigten sich bei ihr Anzeichen einer Schizophrenie, wegen der sie dauerhaft Behandlungen in Anspruch nehmen musste. Ihre mentalen Probleme führten auch zu einer zunehmenden Vereinsamung, da sie nur wenige Freunde hatte. Nachdem Bogunowas Mutter 2011 infolge eines Fenstersturzes starb, verschlechterte sich ihre Verfassung, zugleich versuchten Betrüger, sie um ihre Wohnung zu bringen. Die ehemalige Darstellerin erhielt jedoch rechtlichen Beistand durch die Anwälte der Gewerkschaft.
Im Sommer 2013 plante Bogunowa eine Konzertreise durch Russland, wollte aber vorher einen Urlaub auf Kreta verbringen. Am 9. August wurde sie jedoch von ihrem Hotel aus ins örtliche Krankenhaus eingeliefert und starb dort an den Folgen eines Herzinfarktes. Nach einer Gedenkfeier am 21. August in der Moskauer Zentralklinik wurde ihre Urne Ende September auf dem Wagankowoer Friedhof beigesetzt. Das Grab befindet sich nahe dem von Wladimir Wyssozki.

## Theaterarbeit (Auswahl)
- Другая (Drugaja) – von Samuil Aljoschin
- Сказка о Девочке-Неудаче (Skaska o Dewotschke.Neudatsche) – von Jewgeni Wiktorowitsch Gwosdjow
- Глазами клоуна (Glasami klouna) – nach Heinrich Bölls Ansichten eines Clowns
- Тощий приз (Troschtschi pris) – von Héctor Quintero
- Abendlicht. Novelle für das Theater in zwei Teilen (10 Bilder) (Wetscherni swet) – von Alexei Arbusow
- Кошка, которая гуляла сама по себе (Koschka, kotoraja guljala sama po sebe) – nach Rudyard Kiplings Genau-so-Geschichten
- Шторм (Schtorm) – von Wladimir Naumowitsch Bill-Belozerkowski
- Двери хлопают (Dweri chlopajut) – von Michelle Fermo
- Возможны варианты (Wosmoschny warianty) – von Walentin Sacharowitsch Asernikow
- Der lebende Leichnam (Schiwoi trup) – von Lew Tolstoi
- ОБЭЖ (OBESch) – von Branislav Nušić
- Комната (Komnata) – von Emil Weniaminowitsch Braginski

## Filmografie
- 1963: Вступление (Wstuplenije)
- 1966: Auf Wiedersehen, Jungs (Do swidanija, maltschiki)
- 1966: Мальчик и девочка (Maltschik i dewotschka)
- 1967: Бегущая по волнам (Beguschtschaja po wolnam)
- 1969: Männergespräch (Muschskoi rasgowor)
- 1970: Огни Москвы (Ogni Moskwy) (Fernsehspiel)
- 1971: Весенняя сказка (Wesennjaja skaska) (Fernsehfilm)
- 1971: Укрощение укротителя (Ukroschtschenije ukrotitelja) (Fernsehspiel)
- 1972: Двери хлопают (Dweri chlopajut) (Fernsehspiel)
- 1972: Шутники (Schutniki) (Fernsehspiel)
- 1973: Большая перемена (Bolschaja peremena) (Fernsehreihe)
- 1973: Умные вещи (Umnyje weschtschi) (Fernsehzweiteiler)
- 1975: Bitte recht freundlich (Kakaja u was ulybka)
- 1975: Дорога (Doroga) (Fernsehfilm)
- 1976: Вечерний свет (Wetscherni swet) (Fernsehspiel)
- 1978: Кратчайшее расстояние (Krattschaischeje rasstojanije) (Fernsehspiel)
- 1979: День приезда - день отъезда (Den prijesda - den otesda) (Fernsehspiel)
- 1981: Личной безопасности не гарантирую... (Litschnoi besopasnosti ne garantiruju...)
- 1986: Гран-па (Gran-pa) (Fernsehfilm)
- 1992: Бег по солнечной стороне (Beg po solnetschnoi storone)